# My Baby The Butterfly
|  | Denne artikel er oprettet af botten PalnaBot ud fra en ekstern database. Den kan derfor have sproglige fejl eller mangler. Denne skabelon kan fjernes efter kontrol af indholdet. |

My Baby The Butterfly er en kortfilm fra 2012 instrueret af Jeanette Nordahl efter eget manuskript.

## Handling
Det unge par, Claire og Dave, bor i en lille by på den canadiske prærie. Claire kan ikke få børn, men hun er overbevist om at hun kan ændre sin skæbne, da et tegn fra Gud forsikre hende om en graviditet. Dette leder til en del prøvelser for det unge par, som bliver fanget et sted mellem virkelighed og fantasi.